# Appell förlag
Appell förlag är ett svenskt bokförlag som startades 2016 av Helena Hegardt du Rées och utger titlar inom humaniora, kulturhistoria och journalistik. Förlaget har utgett flera titlar i samarbete med Svenska litteratursällskapet i Finland.